# Кордова (Аляска)
Ко́рдова (англ. Cordova, произносится [ˈkɔːrdəvə] или [kɔːrˈdoʊvə]) — населённый пункт в штате Аляска, США. Расположен рядом с устьем реки Коппер, на юго-восточном берегу бухты Орка (англ. Orca Inlet). На востоке омывает пролив Принца Вильгельма. Кордова расположена на территории национального леса Чугач. Изначально (в 1790 году) испанский мореплаватель Сальвадор Фидальго назвал это место Пуэрто-Кордова (исп. Puerto Cordova).

## Население
Согласно переписи 2010 года население Кордовы составляло 2239 человек (в 2000 году — 2454 человека, 958 домашних хозяйств, 597 семей).

## История
Кордова была основана в результате открытия высококачественной руды к северу от неё.
В Кордове жила последняя носительница эякского языка Мэри Смит Джонс.

## Инфраструктура
Морской порт. Два аэропорта — Кордова Смит и муниципальный аэропорт Кордова.